# Padiernos
Padiernos – gmina w Hiszpanii, w prowincji Ávila, w Kastylii i León, o powierzchni 36,99 km². W 2011 roku gmina liczyła 275 mieszkańców.